# شيوكو كواشيما
شيوكو كواشيما (Kawashima Chiyoko)، (باليابانية: 川島千代子 ) وُلدت في 2 يونيو 1954، هي مؤدية صوت يابانية سابقة. وُلدت في طوكيو، واعتزلت مجال التمثيل الصوتي في عام 2001؛ حيث كانت آخر أدوارها دور كورون كوساكابي، وهي والدة مارون كوساكابي في الفيلم الكرتوني Phantom Thief Jeanne.

### قائمة بعض الأعمال التي شاركت بها شيوكو كاشيما:
- - Adieu Galaxy Express 999 بدور "كي يوكي".
  - Ai Shite Knight بدور "ميكو كاجيوارا".
  - Asari-chan بدور "هامانو تاتامي".
  - Candy Candy بدور "باتريشا أوبراين".
  - Candy Candy the Movie بدور "الأخت لين".
  - Cat's Eye بدور "كازومي".
  - (Greed (OVA بدور "إيكو".

## وصلات خارجية
- شيوكو كواشيما على موقع IMDb (الإنجليزية)
- شيوكو كواشيما على موقع ميوزك برينز (الإنجليزية)
- شيوكو كواشيما على موقع قاعدة بيانات الفيلم (الإنجليزية)
- شيوكو كواشيما على موقع كينوبويسك (الروسية)
- شيوكو كواشيما على موقع ANN person (الإنجليزية)
- شيوكو كواشيما في قاعدة بيانات الأفلام على الإنترنت